# Globales Lernen
Globales Lernen ist ein international verbreitetes Bildungskonzept, das Angebote macht, die z. B. zu Weltoffenheit und Empathiefähigkeit beitragen können. Es ist inhaltlich und methodisch ganzheitlich orientiert. Es vermittelt fächerübergreifend Wissensinhalte und Kompetenzen zu Eine-Welt-Themen und nutzt dabei offene pädagogische Konzepte wie Projektlernen, Projektarbeit, Projektunterricht, Lernlabors, Stationenlernen und viele weitere partizipative Lernmethoden.
Globales Lernen versteht sich als pädagogische Antwort auf Globalisierungsprozesse. Dabei wird versucht, vom Kategoriendenken (Erste Welt, Zweite Welt, Dritte Welt) wegzukommen und im Blick auf die gesamte Welt zu denken und zu handeln. Eine wichtige Rolle spielt die Frage nach Verwirklichung von Menschenrechten, globaler Gerechtigkeit und nach den Bedingungen für eine friedliche Welt (Friedenspädagogik).
Analog zur Bildung für Nachhaltige Entwicklung geht es um Kompetenzen zur Orientierung und Gestaltung einer zukunftsfähigen Weltgemeinschaft und Bildungsangebote zum weltgesellschaftlichen Umgang mit der Großen Transformation.

## Themenbereiche
Globales Lernen thematisiert Probleme und Perspektiven weltweiter Entwicklung und bearbeitet dabei auch Chancen und Möglichkeiten des gemeinsamen Handelns von Süd und Nord. Es gibt eine große Nähe und jeweils Schnittmengen im Hinblick auf folgende Teilthemenbereiche:
- Entwicklungspolitische Bildung
- Menschenrechtsbildung
- Fairer Handel
- Umweltbildung
- Friedenserziehung
- Interkulturelle Pädagogik
- Interkulturelles Lernen
- Interkulturelles Training
- Interkulturelle Kompetenz
- Bildung für nachhaltige Entwicklung

Innerhalb der Ansätze globalen Lernens wird zumeist von Schlüsselproblemen ausgegangen, da auf diese Weise die Komplexität global vernetzter Gesellschaften bearbeitet werden kann. Auf allen Bildungsebenen geht es um die Vermittlung bzw. die Bewusstmachung einer globalen Perspektive des Denkens, Urteilens, Fühlens und Handelns. Im Mittelpunkt steht handlungsorientiertes Lernen, das ganzheitlich und partizipativ angelegt sein soll. Hier wird die Nähe zu einer Reihe reformpädagogischer Ansätze deutlich. Wurden entsprechende Diskussionen und Konzepte bisher hauptsächlich in der Erziehungswissenschaft entwickelt, werden entsprechende Fäden nun auch innerhalb der politischen Bildung aufgenommen. Der Orientierungsrahmen globale Entwicklung der deutschen Kultusministerkonferenz (KMK) zeigt, wie Inhalte und Kompetenzen globalen Lernens auch in andere Fächer und in die Bereiche der Grundschule und der beruflichen Bildung insgesamt integriert werden können.
Schwierig war lange Zeit das Verhältnis zur Umweltbildung, die ein eigenes Profil gebildet und ein eigenes Verständnis entwickelt hat, in dem Fragen des Nord-Süd-Verhältnisses teilweise weniger deutlich sichtbar wurden. Die internationale Diskussion um die Verwirklichung der Agenda 21 hat zu einem gemeinsamen Bezugsrahmen geführt, der mit dem Begriff der „Bildung für nachhaltige Entwicklung“ gekennzeichnet wird. Innerhalb der gleichnamigen UN-Dekade, die 2005 begann und 2014 endete, sollte eine stärkere Integration der Teilthemenbereiche erreicht werden. Dieser Dekade folgte ein UN-Weltaktionsprogramm, das zunächst drei Jahre lang weitere Aktivitäten bündeln sollte. Im selben Kontext haben die deutsche Kultusministerkonferenz (KMK) und das Bundesministerium für wirtschaftliche Zusammenarbeit und Entwicklung (BMZ) die Entwicklung eines „Orientierungsrahmen für den Lernbereich Globale Entwicklung“ auf den Weg gebracht (KMK/BMZ). Diese Empfehlung wurde 2007 von der Kultusministerkonferenz in Kraft gesetzt und soll den Bundesländern Anregungen dazu vermitteln, wie globale Fragen und Themen einer nachhaltigen Entwicklung in die Lehrpläne integriert werden können. Bezog sich der Orientierungsrahmen in der ersten Fassung auf relativ wenige Schulfächer, deckt er in einer Neufassung von 2015 fast das ganze Fächerspektrum ab. Jetzt sollen globale Fragen nicht mehr nur im Politikunterricht oder in Biologie bearbeitet werden, sondern auch in Geschichte, Mathematik oder Kunst.
Neuerdings gibt es Kritik am globalen Lernen aus der postkolonialen Diskussion. Globales Lernen (und auch Bildung für nachhaltige Entwicklung) berücksichtige nicht genug die bis heute andauernden Wirkungen kolonialer Strukturen. Dieser Kritik wird vehement widersprochen, wobei im Mittelpunkt der Gegenkritik die fehlende Auseinandersetzung der „Postkolonialen“ mit den Strömungen des globalen Lernens steht.

## Belege
1. ↑  Bernd Overwien, Hanns-Fred Rathenow (Hrsg.): Globalisierung fordert politische Bildung. Politisches Lernen im globalen Kontext. Verlag Barbara Budrich, 2009, ISBN 978-3-866-49222-6.
2. ↑  UNESCO-Waltaktionsprogramm: Bildung für nachhaltige Entwicklung. In: bne-portal.de. Deutsche UNESCO-Kommission, abgerufen am 7. August 2017.
3. ↑  KMK 2007/2015 Orientierungsrahmen für den Lernbereich Globale Entwicklung Abgerufen am 27. Mai 2016
4. ↑  Aram Ziai: Das Imperium schlägt zurück. In: Welt-sichten. Nr. 10/2013. Verein zur Förderung der entwicklungspolitischen Publizistik e. V., Oktober 2013, ISSN 0013-2810 (Volltext).
5. ↑  Georg Krämer (2013) Augen zu vor der Schuld der Anderen (Memento vom 22. März 2014 im Internet Archive), Welt-Sichten
6. ↑  Bernd Overwien (2013): Falsche Polarisierung | Die Critical Whiteness-Kritik am Globalen Lernen wird ihrem Gegenstand nicht gerecht, PDF auf globaleslernen.de